# الدوري البحريني الممتاز 1956–57
الدوري البحريني الممتاز 1956-1957 هي النسخة الأولى من الدوري البحريني الممتاز.

## نظرة عامة
توج المحرق باللقب.